# Boy Friend (film, 1939)
Pour les articles homonymes, voir Boy Friend.
Pour plus de détails, voir Fiche technique et Distribution.
Boy Friend est un film américain en noir et blanc réalisé par James Tinling, sorti en 1939.

## Synopsis
Jimmy Murphy, élève d'une école de police, se fait passer pour un escroc dans le but d’infiltrer un gang de voleurs de fourrures. Le gang gère une boîte de nuit qui sert de couverture à ses activités criminelles.
Quand Tommy, un des amis et ancien camarade de classe de Jimmy, est tué au cours d'un vol perpétré par le gang, Jimmy et sa jeune sœur Sally décident de mener une enquête en privé avec Billy, le frère de Tommy. Ainsi, Sally va se produire sur la scène de la discothèque du gang avec des numéros de chant ; le reste du temps, l'adolescente est occupée à badiner avec Billy, un cadet pour qui elle a le béguin.

## Fiche technique
- Titre : Boy Friend
- Réalisation : James Tinling
- Scénario : Joseph Hoffman (en), Helen Logan (en), d'après l'histoire originale de Maurice Rapf et Lester Ziffren (en)
- Photographie : Lucien Andriot
- Montage : Norman Colbert
- Musique : Samuel Kaylin (en)
- Direction artistique : Richard Day, Haldane Douglas (en)
- Décors : Thomas Little
- Costumes : Helen A. Myron (en)
- Son : William H. Anderson, George P. Costello
- Producteur associé : John Stone
- Société de production et de distribution : Twentieth Century Fox
- Pays de production :  États-Unis
- Langue : anglais américain
- Tournage : tourné du 16 février 1939 au 15 mars 1939 aux 20th Century Fox Studios
- Format : Noir et blanc — 35 mm — 1,37:1 — son : mono (Western Electric Mirrophonic Recording)
- Genre : comédie dramatique, comédie policière
- Durée : 70 minutes
- Dates de sortie :
  - États-Unis : 19 mai 1939
  - France : 19 janvier 1940

## Distribution
- Jane Withers : Sally Murphy
- Arleen Whelan : Sue Duffy
- George Ernest (en) : Billy Bradley
- Richard Bond : Jimmy Murphy
- Douglas Fowley : Ed Boyd
- Warren Hymer : Greenberg
- Robert Kellard (en) : Tommy Bradley
- Minor Watson : Capt. Duffy
- Robert Shaw (en) : Cracker
- Ted Pearson : Callahan
- William H. Conselman Jr. : Arizona
- Myra Marsh : Mme Murphy
- Harold Goodwin : Matchie Riggs
- Ole Olsen : le chauffeur de taxi (non crédité)
- Lillian Yarbo : Delphinie (non créditée)